# Palliduphantes angustiformis
Palliduphantes angustiformis là một loài nhện trong họ Linyphiidae.
Loài này thuộc chi Palliduphantes. Palliduphantes angustiformis được Eugène Simon miêu tả năm 1884.